# ماتيو بيلوتشي
ماتيو بيلوتشي (بالإيطالية: Matteo Pelucchi)‏ (و. 1989  م) هو دراج على المضمار، ودراج إيطالي، شارك في طواف إسبانيا، وطواف إسبانيا 2014.

## سجل الفوز

### سباقات أو مراحل فاز بها
| التاريخ        | السباق                                         | المركز                  |
| -------------- | ---------------------------------------------- | ----------------------- |
| 27 فبراير 2011 | طواف ألميريا 2011                              | الفائز في التصنيف العام |
| 06 فبراير 2012 | 2012 Trofeo Migjorn                            | المركز الثالث           |
| 26 أغسطس 2012  | طواف الدنمارك 2012                             | الثالث في تصنيف النقاط  |
| 09 يونيو 2013  | ProRace Berlin 2013                            | المركز الثاني           |
| 01 يناير 2014  | موانئ العالم كلاسيكي 2014                      | التاسع في التصنيف العام |
| 17 أبريل 2014  | جائزة دينين الكبرى 2014                        | المركز الثاني           |
| 01 يناير 2015  | تروفيو سيس سالينس 2015                         | الفائز في التصنيف العام |
| 29 يناير 2015  | 2015 Trofeo Santanyí-Ses Salines-Campos        | الفائز في التصنيف العام |
| 01 فبراير 2015 | تروفيو بالما 2015                              | الفائز في التصنيف العام |
| 26 يناير 2017  | تروفيو بوريرز-فيلانيتكس-سيس سالينس-كامبوس 2017 | الرابع في التصنيف العام |
| 29 يناير 2017  | تروفيو بالما 2017                              | المركز الثاني           |

## روابط خارجية
- ماتيو بيلوتشي على موقع الاتحاد الدولي للدراجات (الإنجليزية)
- ماتيو بيلوتشي على موقع أرشيف الدراجات (الإنجليزية)
- ماتيو بيلوتشي على موقع إحصائيات الدراجات الإحترافية (الإنجليزية)
- ماتيو بيلوتشي على موقع نسبة الدراجات (الإنجليزية)
- ماتيو بيلوتشي على موقع CycleBase (الإنجليزية)
- ماتيو بيلوتشي على موقع CyclingDatabase.com (مؤرشف) (الإنجليزية)